# Bacci (calciatore)
 Bacci (fl. XX secolo) è stato un calciatore italiano, di ruolo difensore.

## Carriera
Con la Lucchese disputa 7 gare nel campionato di Prima Divisione 1922-1923.